# Giuseppe Canevaro
Giuseppe Francesco Canevaro Raggio (en español: José Francisco Canevaro) (Zoagli, Genova, Reino de Cerdeña; 1803-Zoagli, Italia; 1883), fue un político y comerciante italiano asentado en el Perú. Su familia participaría en el denominado Caso Canevaro. Tenía los títulos de Conde de Zoagli, primero, y Duque de Zoagli y Castelvari, después.

## Biografía
Giuseppe Canevaro nació en Zoagli, distrito de Chiavari, provincia de Génova, Reino de Cerdeña. Era hijo de Giacomo Canevaro y Giovanna Battista Raggio. Se trasladó primero a Guayaquil, Ecuador, y luego se asentó en Lima, Perú, instalando diversos negocios y casas comerciales, una de ella la José Canevaro & Sons.
El 24 de abril de 1834, en la Iglesia del Sagrario de la Catedral de Lima, se casó con Francisca Valega Iribar con la que tendría varios hijos. Su esposa era hija de Felice Valega Lanza, natural de Liguria, un comerciante pionero de la moderna inmigración italiana quien llegó al Perú en 1806.
En 1847 fue designado cónsul general de Su Majestad el rey de Cerdeña en el Perú, ocupó ese cargo hasta 1860, año antes de que el rey de Cerdeña se convirtiera en rey de Italia. En 1860, fue nombrado cónsul general del Reino de Italia en el Perú. Asimismo, sería nombrado cónsul de los Estados Pontificios, en reemplazo de Luis Baratta.
Le serían concedidos títulos de nobleza en el Reino de Italia nombrándolo comendador de la Orden de los Santos Mauricio y Lázaro, conde de Zoagli en 1867 y, luego, en 1870, duque de Castelvari y duque de Zoagli en 1883.
Sería su familia, junto al Gobierno peruano, la que protagonizaría el llamado Caso Canevaro. En 1880, el presidente Nicolás de Piérola, en plena Guerra del Pacífico, emitió bonos que los Canevaro adquirieron por 77 000 libras esterlinas. En 1885, se pagaron 35 000 libras en Londres, quedando por pagar un monto restante. Giuseppe Canevaro moriría y quedarían a cargo sus hijos —muchos de ellos italianos—, que decidieron acudir al gobierno italiano buscando apoyo en sus reclamos. El problema se dio cuando el gobierno peruano decidió no reconocer como italiano a Rafael Canevaro. Finalmente, en 1912, el Tribunal Internacional de La Haya reconoció como peruano a Rafael Canevaro y resolvió que el Perú debía pagar el restante de la deuda a los otros dos hermanos de Rafael.

## Descendencia
- José Francisco Canevaro y Valega, duque de Zoagli (Lima, 1837-París, 1900), diplomático y político que llegó a ser 2.º vicepresidente de la República y prior del Tribunal del Consulado de Lima.[2]

- Félix Napoleón Canevaro y Valega (Lima, 1838-Venecia, 1926), quien sirvió a las órdenes de Giuseppe Garibaldi durante el ataque a Gaeta. Fue ministro de Marina y de Relaciones Exteriores de Italia.
- María Clorinda Canevaro y Valega, casada con el conde Giovanni Migliorati.
- Bernardo Canevaro y Valega (1841-?)
- Felipe Giacomo Regulo Canevaro y Valega, conde de Santandero (Lima, 1843-Baden, 1950), casado con Eloísa Álvarez-Calderón, hija del conde de Álvarez-Calderón. Su única hija, la condesa María Luisa Canevaro, se casó con el barón Hans von Nagel Itligen.
- Rafael Scipion Canevaro y Valega (Lima 1943-Lima 1919), quien fue cónsul del Tribunal del Consulado de Lima y presidente del Club Nacional entre 1888-1890, casado con Ines Laos Elguera.
- José Sebastián César Canevaro y Valega (1846-1922), militar durante la Guerra del Pacífico, general del Ejército del Perú, alcalde de Lima, presidente del Senado y vicepresidente de la República.
- Adelaida Francisca Juana Canevaro y Valega (Lima, Perú 1847-Asti, Piedemonte1925), casada con Raul Martini Ballaira
- Francisco Canevaro y Valega (1849-1908).
- Julio Octavio Canevaro y Valega (1850-1916), casado con Luzmila Laos Arguelles
- Carlos Pompeyo Canevaro y Valega (1855-?)
- Delfina Canevaro y Valega, casada con el conde Emanuele Lucerna di Roca.

## Distinciones

### Títulos
- Conde de Zoagli (1867)
- Duque de Zoagli (1870)
- Duque de Castelvari (1870)

### Órdenes
- Comendador de la Orden de los Santos Mauricio y Lázaro ( Italia).

### Citas
1. ↑  «Registros disponibles para Giuseppe Francesco Canevaro Raggio». MyHeritage. Consultado el 13 de agosto de 2017.
2. 1 2  «La Famiglia Canevaro». Castello Canevaro (en italiano). Archivado desde el original el 13 de agosto de 2017. Consultado el 13 de agosto de 2017.